# Henry Vaughan
Henry Vaughan (* 17. April 1621 oder 1622; † 23. April 1695) war ein walisischer Dichter, der meist den metaphysical poets zugeordnet wird.

## Leben

### Kindheit und Jugend
Henry Vaughan wurde als Sohn des walisischen Landbesitzers Thomas Vaughan Sr. und seiner Frau Denise Vaughan, geb. Morgan, in der Grafschaft Brecknockshire geboren. Er war der ältere Zwillingsbruder des Philosophen Thomas Vaughan. Sie wuchsen auf einem kleinen Landsitz in der Gemeinde Llanssantfread auf, den die Mutter von ihrem Vater, David Morgan, vermacht bekam. 1628 bekam die Familie einen dritten Sohn, William. Henry wuchs wahrscheinlich zweisprachig auf (englisch und walisisch). In seinen Gedichten erscheint zuweilen ein idealisiertes Bild von Kindheit, das auf eine glückliche eigene Kindheit schließen lässt.
1638 ging Vaughan gemeinsam mit seinem Zwillingsbruder nach Oxford und studierte dort am Jesus College. Zwei Jahre später wechselte er aber auf Wunsch des Vaters nach London, um dort ein Jurastudium zu beginnen. Manches lässt darauf schließen, dass er dieses Studium vorzeitig beendete, um im Englischen Bürgerkrieg auf der Seite der Royalisten zu kämpfen (er war Landadliger und strenggläubiger Anglikaner), aber einen eindeutigen Beleg dafür gibt es nicht.

### Karriere als Dichter
Nach dem Studium und dem eventuellen Kriegsdienst lebte Vaughan bis zu seinem Tod auf dem Landsitz, auf dem er geboren wurde und den er von seinen Eltern erbte. Er gab sich selbst den Titel Silurust, was von dem Namen der Silurer abgeleitet ist: Ein keltischer Stamm, der in Vaughans Heimat lebte und sich der Invasion der Römer widersetzt hatte. Dies zeigt die starke Verbundenheit Vaughans zu seiner Heimat und seinen kulturellen und ethnischen Wurzeln.
Seine frühen Gedichte, die in den Bänden Poems und Olor Iscanus veröffentlicht wurden, stehen noch in der Nachfolge des Renaissancedichters Ben Jonson. Hier setzt sich Vaughan mit weltlichen Themen auseinander, unter anderem mit dem Bürgerkrieg.
Die Ereignisse der Jahre 1648–50 verursachten jedoch einen tiefgreifenden Wandel in Vaughans Denken und Schaffen. 1648 starb sein jüngerer Bruder William. Im darauffolgenden Jahr war der Bürgerkrieg für die Royalisten und damit für die anglikanische Kirche endgültig verloren. Im selben Jahr traf Vaughan eine schwere Krankheit. All dies führte dazu, dass sich Vaughan von da an geistlicher Lyrik zuwandte. Er veröffentlichte sie in dem Band Silex Scintillans. Zwei Jahre später erschien The Mount of Olives, eine Sammlung von geistlichen Prosatexten, die Vaughans religiöse Überzeugungen (in Übereinstimmung mit seinen Gedichten) widerspiegeln.
Nachdem im Jahr 1660 die Monarchie wiederhergestellt wurde und die anglikanische Kirche ihre Position wiedererlangte, beendete Vaughan seine Karriere als Dichter.

### Die späten Jahre
Henry Vaughan interessierte sich, wohl auch durch den Einfluss seines Bruders Thomas, sehr für Medizin. Er übersetzte zwei medizinische Werke, Hermetical Physick und The Chemists Key, aus dem Lateinischen ins Englische und praktizierte viele Jahre lang als Arzt, ohne jedoch einen akademischen Grad in Medizin erworben zu haben.
Über die letzten drei Jahrzehnte seines Lebens ist nur wenig bekannt. Die letzten schriftlichen Dokumente über ihn sind die Akten eines Rechtsstreits zwischen seinen Kindern um die Aufteilung des väterlichen Besitzes. Erst im Jahr vor Vaughan Tod konnte dieser Konflikt beigelegt werden. Henry Vaughan war zweimal verheiratet und hatte aus jeder Ehe vier Kinder. Er starb 1695 auf seinem Landsitz bei Llanssantfread und wurde auf dem Friedhof des Dorfes beigesetzt. Vaughan erlangte zu Lebzeiten keinen literarischen Ruhm. Das heutige Interesse für ihn beruht in erster Linie auf Silex Scintillans.

## Das HauptwerkSilex Scintillans
Der lateinische Titel von Vaughans Hauptwerk Silex Scintillans bedeutet „Feuerstein“ (silex: Stein, Fels; scintillans: Funken sprühend). Er ist eine Metapher für die religiöse Wiedererweckung des erkalteten menschlichen Herzens: Es kann durch Gottes Wort wie durch einen Blitzstrahl getroffen werden und dadurch Funken sprühen und ein wärmendes Feuer entfachen. Die Titelseite der ersten Ausgabe enthält eine Illustration, die dies verdeutlicht.
Die Gedichte entstanden in einer geradezu verzweifelten Situation für die Church of England: Das Book of Common Prayer sowie der anglikanische Gottesdienst wurden von den machthabenden Puritanern unter Oliver Cromwell verboten. Vaughan blieb seinem Glauben treu; er befürchtete aber, dass die anglikanischen Gemeinden nun zerfallen würden, da ihnen die Grundlagen ihrer Religionsausübung und damit jeder innere Zusammenhalt genommen waren. Deshalb schrieb er nun Gedichte, die die Anglikaner zu Geduld, Frömmigkeit und Nächstenliebe aufriefen. Seine Intention, eine Art „Ersatz“ für das Book of Common Prayer zu schaffen, zeigt sich auch darin, dass er Gedichte über kirchliche Feste schrieb und diese innerhalb des Silex Scintillans in der Reihenfolge der Feste im anglikanischen Kirchenjahr anordnete.
Vaughan orientierte sich an der Bibel und am Book of Common Prayer. Stilistisch war er auch stark von George Herbert und dessen Gedichtsammlung The Temple von 1633 beeinflusst, in dessen Nachfolge er sich ausdrücklich stellte. Die Einordnung Vaughans in die literarische Strömung der metaphysical poets ergibt sich in erster Linie aus diesen Gedichten. Auch die traditionelle walisische Lyrik beeinflusste seinen Schreibstil, z. B. finden sich in seinen Gedichten wesentlich mehr Alliterationen und Assonanzen.
Ein Leitthema des Silex Scintillans ist die Beziehung zwischen Diesseits und Jenseits, zwischen physischer und geistig-seelischer Welt. Die in den Gedichten beschriebene Grundsituation ist eine eher negative: Sie ist geprägt von der Abwesenheit der Kirche und dem daraus entstehenden Zweifel an der Anwesenheit Gottes in dieser Welt. Dies entsprach der realen Situation der Anglikaner: Sie konnten ihre Religion nicht mehr ausüben und waren daher „von Gott entfernt“. Der emotionale Umgang mit dieser Situation ist aber in der Erstausgabe des Silex Scintillans ein völlig anderer als in den neu hinzugefügten Gedichten der fünf Jahre später erschienenen zweiten Auflage. Aus der Ausgabe von 1650 spricht in erster Linie Verzweiflung, Hoffnungslosigkeit, Einsamkeit und das Nicht-umgehen-können mit der Ungesichertheit der menschlichen Existenz. In den neuen Gedichten der zweiten Auflage wird ein sehnsüchtiger, aber auch hoffnungsvollerer Ton angeschlagen: Aus ihnen spricht das Vertrauen auf die Rückkehr Gottes und das nahende Ende der religiösen Unterdrückung, aber auch die freudige Erwartung eines besseren Jenseits.
Was die Darstellung der Natur angeht, gibt es auffällige Parallelen zwischen Vaughan und William Wordsworth. Ob Wordsworth Vaughans Texte wirklich gekannt hat, ist jedoch nicht belegt. Vaughan deswegen aber als „Vorläufer“ der englischen Romantik zu bezeichnen, würde zu weit führen: Zwar ist die Darstellung der Natur ähnlich, doch die zugrundeliegende Wahrnehmung derselben eine völlig andere. Vaughan betrachtete die Natur weder um ihrer selbst willen noch als Spiegel der eigenen Innerlichkeit, sondern als Verwirklichung einer göttlichen Idee. Er versuchte, in der Natur zu lesen wie in der Bibel. So wollte er der Entschlüsselung eines göttlichen Schöpfungsplans und somit einer grundlegenden Erkenntnis der Welt näher kommen, auch wenn ein endgültiges Verständnis bei beiden „Büchern“ von einer Inspiration durch den Heiligen Geist abhänge und vom menschlichen Verstand allein nicht zu leisten sei.

## Werke
- Poems, with the Tenth Satire of Juvenal Englished (1646)
- Olor Iscanus: A Collection of Some Select Poems, and Translatons (1651)
- Silex Scintillans: or Sacred Poems and Private Ejaculations (1650, 2., erw. Aufl. 1655)
- The Mount of Olives: or, Solitary Devotions (1652)
- Flores Solitudinis. Certaine Rare and Elegant Pieces (1654)
- Hermetical Physick: Or, The right way to preserve, and to restore Health. By That famous and faithfull Chymist, Henry Nollius. Englished by Henry Vaughan, Gent. (1655)
- The Chemists Key to shut, and to open: Or the True Doctrin of Corruption and Generation, Henry Nollius’s De Generatione Rerum naturalium, translated by Vaughan (1657)
- Thalia Rediviva: The Pass-Times and Diversions of a Country-Muse In Choice Poems on several Occasions (1678)